# 아르제슈주

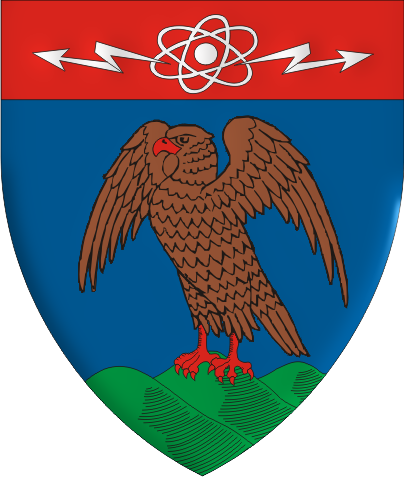
주 문장

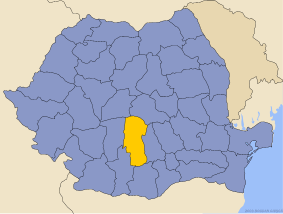
아르제슈 주의 위치

아르제슈주(루마니아어: Judeţul Argeș)는 루마니아 남부 왈라키아 지방에 위치한 주로, 주도는 피테슈티이며 면적은 6,862km2, 인구는 652,625명(2002년 기준), 인구 밀도는 95명/km2, ISO 3166-2 코드는 RO-AG이다. 동쪽으로는 듬보비차 주, 서쪽으로는 블체아 주와 올트 주, 북쪽으로는 시비우 주와 브라쇼브 주, 남쪽으로는 텔레오르만 주와 접하며 3개 시와 4개 마을, 95개 지방 자치체를 관할한다.